# 国際ユースサッカーin新潟2023
国際ユースサッカーin新潟2023は、新潟県新潟市で現在開催されている第25回目の国際ユースサッカーin新潟である。

## 主催
- 公益財団法人 日本サッカー協会（JFA）
- 一般社団法人 新潟県サッカー協会

## 会場
- 新潟市陸上競技場／新潟市
- デンカビッグスワンスタジアム／新潟市

## 出場チーム
- U-17日本代表（アジアサッカー連盟）
- U-17ベネズエラ代表（南米サッカー連盟）
- U-17ニュージーランド代表（オセアニアサッカー連盟）
- U-17新潟選抜

## 結果

### 順位表
| 順位 | チーム名         | 勝点 | 勝 | 引 | 敗 | 得点 | 失点 | 得失点 |
| ---- | ---------------- | ---- | -- | -- | -- | ---- | ---- | ------ |
| 1    | ベネズエラ       | 9    | 3  | 0  | 0  | 6    | 2    | +4     |
| 2    | 日本             | 6    | 2  | 0  | 1  | 9    | 4    | +5     |
| 3    | 新潟選抜         | 3    | 1  | 0  | 2  | 3    | 7    | -4     |
| 4    | ニュージーランド | 0    | 0  | 0  | 3  | 1    | 6    | -5     |

出典: 日本サッカー協会

### 試合日程
時刻はすべて現地時間、日本標準時 (UTC+9)。
| 2023年9月14日 15:30 |

| 日本 | 2 - 3    | ベネズエラ |
|      | レポート |            |

| 新潟市陸上競技場（新潟市） |

| 2023年9月14日 18:15 |

| ニュージーランド | 1 - 2    | 新潟選抜 |
|                  | レポート |          |

| 新潟市陸上競技場（新潟市） |

| 2023年9月16日 15:30 |

| 日本 | 2 - 0    | ニュージーランド |
|      | レポート |                  |

| 新潟市陸上競技場（新潟市） |

| 2023年9月16日 18:15 |

| ベネズエラ | 1 - 0    | 新潟選抜 |
|            | レポート |          |

| 新潟市陸上競技場（新潟市） |

| 2023年9月18日 15:30 |

| 日本 | 5 - 1    | 新潟選抜 |
|      | レポート |          |

| デンカビッグスワンスタジアム（新潟市） |

| 2023年9月18日 18:15 |

| ベネズエラ | 2 - 0    | ニュージーランド |
|            | レポート |                  |

| デンカビッグスワンスタジアム（新潟市） |

## ライブ/アーカイブ配信
YouTubeのテレビ新潟公式チャンネルでライブストリーミング配信（無料）と過去の試合のアーカイブ配信（無料）を実施。